# خورخي باديلا
خورخي باديلا (بالإنجليزية: Jorge Padilla)‏ هو لاعب كرة قاعدة أمريكي، ولد في 11 أغسطس 1979 في ريو بيدراس ‏ في الولايات المتحدة.

## وصلات خارجية
- خورخي باديلا على موقعبيزبول رفرنس.كوم (الدوري الرئيسي) (الإنجليزية)
- خورخي باديلا على موقعبيزبول رفرنس.كوم (الدوري الثانوي) (الإنجليزية)